# Camille Lataste-Dorolle
Camille Lataste-Dorolle, née le 19 mai 1905 à Dax et morte le 22 mars 2001 à Senlis, est une pharmacienne, microbiologiste et chercheuse française pasteurienne. Sa carrière scientifique, principalement menée dans les Instituts Pasteur de Hanoï, de Saigon et de Paris, ainsi qu'à l'OMS à Genève, a été marquée par des contributions significatives dans les domaines de la microbiologie, de la vaccination et de la santé publique.
Reconnue comme une figure féminine inspirante et marquante dans le monde de la recherche, Camille Lataste-Dorolle a eu un impact notable sur la santé publique en Indochine et en France. En Indochine, elle a joué un rôle clé dans la distribution et l'adaptation des vaccins contre la tuberculose et la diphtérie, améliorant ainsi la santé des populations locales. Ses travaux sur la leptospirose, débutés dès les années 1930, ont fait d'elle une référence dans ce domaine. Elle a contribué à la classification des sérogroupes, au développement de diagnostics sérologiques et à la mise au point d'un vaccin, essentiel notamment pour les égoutiers de Paris.
Au-delà de ses réalisations scientifiques, l'engagement humanitaire et éthique de Camille Lataste-Dorolle témoigne de son dévouement à améliorer la vie des autres, faisant d'elle une figure inspirante dont les travaux ont eu une incidence significative sur la santé publique.

## Biographie

### Formation et débuts
Camille Lataste nait à Dax en 1905,. Ses parents sont Anna Pouymayou et de Jean Albert Lataste, professeur des écoles. Elle avait cinq frères et sœurs. Après avoir obtenu son baccalauréat à Hanoï en 1923, Camille Lataste décide de poursuivre des études de pharmacie. Elle effectue un stage en officine à la Pharmacie Blanc de Hanoï de 1923 à 1924, avant de poursuivre ses études à la Faculté de pharmacie de Paris, où elle obtient son diplôme d'État en 1929. Passionnée par la microbiologie, elle suit les cours de l'Institut Pasteur de 1928 à 1929 et complète sa formation par des certifications en parasitologie et mycologie sous la direction d'Émile Brumpt et Maurice Langeron à la Faculté de médecine de Paris en 1930. Elle suit également des cours d'hématologie sous la direction du professeur Gaillard.

### Carrière en Indochine

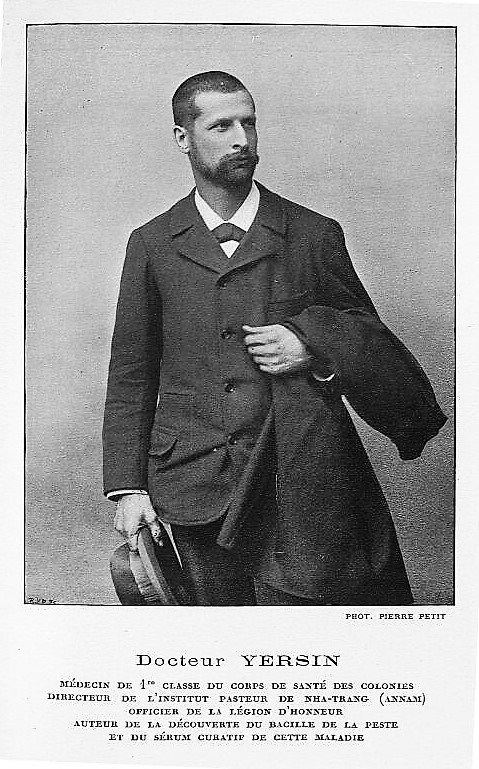
Alexandre Yersin (1863-1943) découvreur du bacille Yersinia pestis, responsable de la peste.

En 1930, Camille Lataste rejoint l'Institut Pasteur de Hanoï de 1930 à 1933 en tant que cheffe de laboratoire pour le B.C.G. et la vaccine. Elle est responsable de la production et du contrôle de qualité des vaccins, tout en menant des recherches sur leur efficacité et leur adaptation aux populations locales.  Elle fait connaissance de Alexandre Yersin et travaille aux côtés de Jacques Genevray, Jean Bablet, et Hubert Marneffe. Elle enseigne également à l'École de médecine et de pharmacie d’Hanoï, formant les étudiants aux méthodes de bactériologie et d’immunologie appliquées aux maladies tropicales. À Paris, elle est monitrice du cours de microbiologie de l’Institut Pasteur pendant la session de 1930 et est rappelée à cette fonction en 1938.

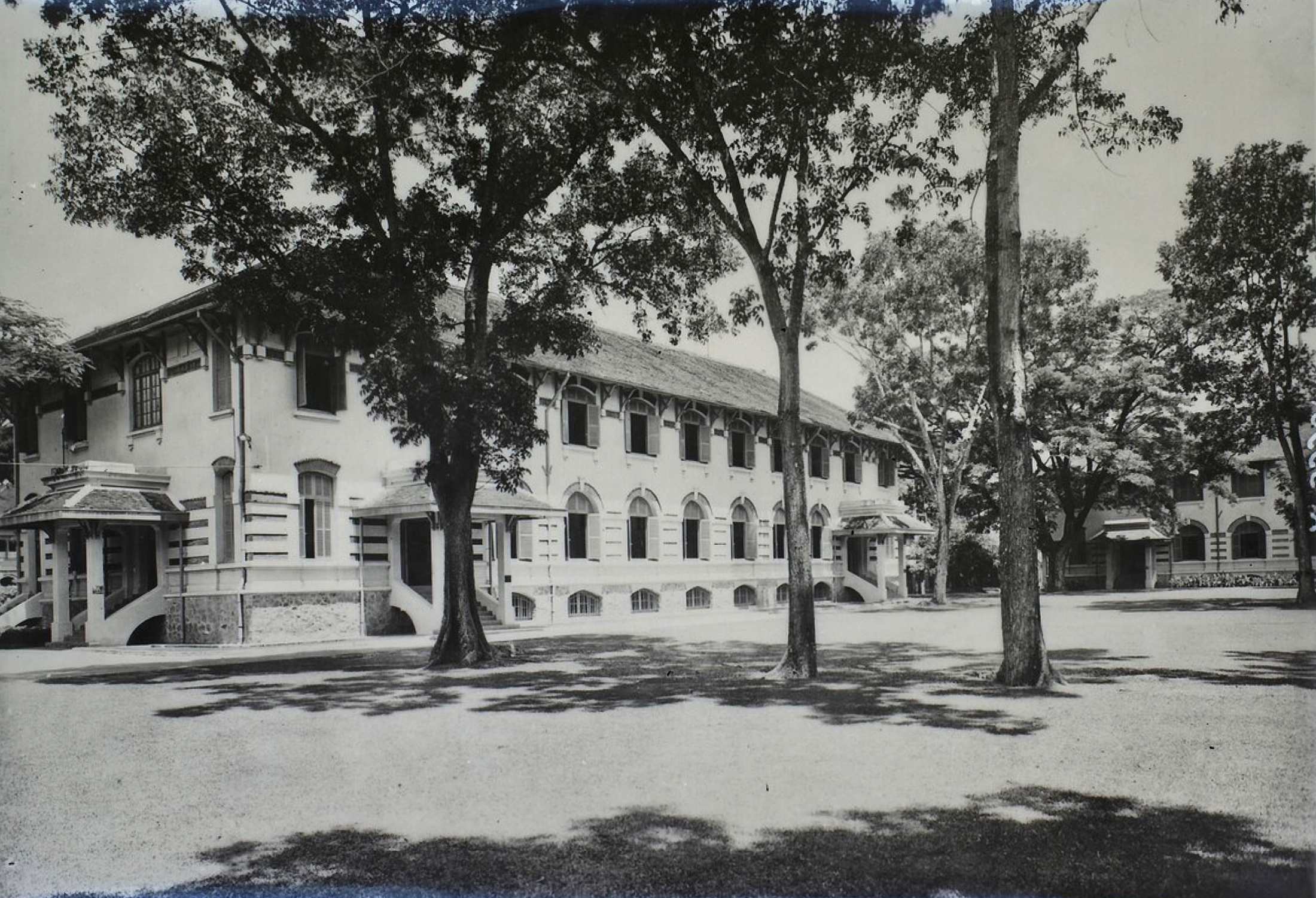
Institut Pasteur, Saïgon entre 1920 et 1930.

En 1934, elle est transférée à l'Institut Pasteur de Saïgon de 1934 et 1950, où elle prend la direction de plusieurs laboratoires. Dans le laboratoire de recherche biochimique, elle étudie la composition chimique des aliments et leur impact nutritionnel en Asie du Sud-Est, analysant les valeurs nutritionnelles de divers végétaux et fruits locaux pour améliorer l’alimentation des populations. Dans le laboratoire d'hygiène alimentaire, elle analyse les fraudes alimentaires et met en place des normes de qualité pour les produits locaux, développant des protocoles de contrôle pour assurer la salubrité des aliments et éviter la contamination bactérienne.
Camille Lataste-Dorolle dirige également les campagnes de contrôle bactériologique des sources d’eau potable en Cochinchine dans le laboratoire de surveillance des eaux, participant à la mise en place de stations de surveillance pour prévenir la propagation des maladies hydriques. Enfin, elle coordonne la production et la distribution de vaccins contre la tuberculose et la diphtérie en Indochine française dans le laboratoire de lutte contre les maladies infectieuses.
Pendant la Seconde Guerre mondiale, Camille Lataste-Dorolle est emprisonnée par les forces japonaises dans un camp de concentration à Hué. Elle y rencontre Pierre Dorolle, médecin militaire. Avec lui, elle organise un laboratoire d’analyses et fabrique des vaccins dans des conditions précaires. Elle refuse courageusement de fabriquer des vaccins destinés uniquement aux japonais et exige de travailler avec le laboratoire Hué pour faire des vaccins également pour les personnes prisonnières du camp.
Libérée en 1946, elle reprend son travail à l’Institut Pasteur de Saïgon, où elle joue un rôle clé dans la réorganisation des laboratoires et la relance des programmes de vaccination. Elle se marie avec Pierre Dorolle la même année et donne naissance à leur fille, Anne Hortense Dorolle, en 1948,. Pour son engagement en Indochine, elle est décorée de la Légion d’honneur en 1951.

### Période genevoise
En 1950, Camille Lataste-Dorolle prend un congé sabbatique et suit son mari à Genève, où il est nommé directeur général adjoint de l’OMS,. Elle devient attachée de recherche en biophysique à l’Université de Genève et travaille au Battelle Memorial Institute en tant que consultante en microbiologie. Durant cette période, elle mène des recherches sur la conservation des aliments par irradiation, visant à prolonger leur durée de vie et à limiter les contaminations bactériennes sans altérer leurs propriétés nutritionnelles. Elle s’intéresse particulièrement aux effets des rayonnements ionisants sur la structure biochimique des protéines et des lipides[réf. nécessaire]. Elle s'investit dans la Société religieuse des amis (quaker) à Genève.
Parallèlement, elle étudie les effets biologiques des régimes alimentaires riches en lipides sur la santé humaine, notamment leur impact sur la survenue de maladies métaboliques et leur rôle potentiel dans la carcinogenèse. Ses recherches contribuent à mieux comprendre les risques liés aux excès alimentaires et à poser les bases d’une alimentation préventive en santé publique[réf. nécessaire].
En 1954, Camille Lataste-Dorolle et Pierre Dorolle divorcent. Ils ont une fille Anne-Hortense, mariée à François Lissarague.

### Retour à l’Institut Pasteur

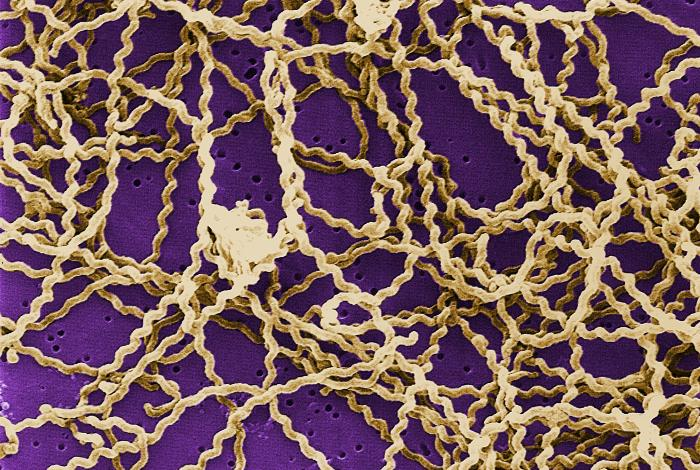
Leptospira

En 1961, Camille Lataste-Dorolle rejoint l’Institut Pasteur de Paris et prend la tête du laboratoire des Leptospires. Elle modernise la recherche sur cette bactérie pathogène et contribue au développement d’un vaccin contre la leptospirose, notamment pour les égoutiers de Paris. Ses travaux sur l’immunité croisée et la taxonomie des leptospires font autorité dans le domaine. Durant cette période, elle encadre plusieurs doctorants et publie de nombreuses études sur la sérologie et la classification des leptospires. Elle collabore avec des chercheurs internationaux et participe à de nombreux congrès scientifiques (TTS 1968). En octobre 1971, elle est proposée au titre de cheffe de laboratoire honoraire à l’Institut Pasteur.

### Engagements après la retraite
Après sa retraite en 1971, Camille Lataste-Dorolle s’investit dans des activités humanitaires et éthiques au sein du comité permanent des ONG de l’UNESCO,. Adhérente à la philosophie pacifiste des Quakers, elle milite pour les droits des femmes et des enfants et les questions de bioéthique (trouver ref en LAT.E1, 2 et 3). Elle continue également à suivre de près les recherches en microbiologie et en santé publique. En 2000, elle se retire auprès de sa fille à Senlis, où elle meurt en 2001.

## Travaux et contributions majeures
Camille Lataste-Dorolle a apporté des contributions importantes sur la culture des leptospires, les mécanismes de résistance aux antibiotiques, le diagnostic sérologique. Ses travaux se sont ensuite prolongés sur les aspects épidémiologiques, la classification des sérogroupes et la mise au point d'un vaccin contre la leptospirose. Elle a également travaillé sur plusieurs projets de vaccination, notamment le BCG en Indochine, la vaccination antidiphtérique. Elle a joué un rôle actif dans l'hygiène publique, notamment par ses analyses bactériologiques des eaux en Cochinchine et ses études sur la qualité nutritionnelle des aliments en Asie du Sud-Est. Ses recherches en chimiothérapie et pharmacologie incluent des études sur la quinacrine, un antipaludéen,,.

## Publications
- Camille Lataste-Dorolle, A. Eyquem et J.F. Buri, « Analyse Immuno-électrophorétique en milieu gélosé des protéines sériques dans les leptospiroses », Annales de l'Institut Pasteur, no 106,‎ 1er janvier 1964, p. 646-650 (lire en ligne , consulté le 2 juin 2025).
- J.L. Du Plessis, P. Dupouey, Camille Lastate-Dorolle et M. Faure, « Étude comparative des anticorps leptospiriens par diverses méthodes immunologiques », Annales de l'Institut Pasteur : journal de microbiologie,‎ 1er février 1970 (lire en ligne , consulté le 2 juin 2025).
- Camille Lastate-Dorolle, « Connaissance actuelle et méconnaissance de la biologie des Leptospires. », Association des Anciens Elèves de l'Institut Pasteur, vol. 12, no 45,‎ 1970, p. 76-82.
- J. Bablet et C. Lastate, « Quelques mots sur le B.C.G. et son application en Indochine » , sur Gallica, Bulletin de la Société médico-chirurgicale de l'Indochine, 1er octobre 1931 (consulté le 2 juin 2025).
- J. Genevray et C.  Lastate, « Anatoxine et diphtérie » , sur Gallica, Bulletin de la Société médico-chirurgicale de l'Indochine, 1er octobre 1932 (consulté le 2 juin 2025), p. 383.
- J. Guillerm, Camille Lastate et A. Vialard-Goudou, « La surveillance des eaux de boisson en Cochinchine : étude d'une technique bactériologique. Archives de Institut Pasteur Indochine » , sur Gallica, 15 janvier 1940 (consulté le 2 juin 2025).
- E. Farinaud, E. Baccialone, Camille Lastate et Ng Van Lieng., « Recherches préliminaires sur l'élimination de la Quinacrine chez le malade paludéen. », sur numerabilis.u-paris.fr, Bull. Soc. Path. Exot. 30 (9), p. 791-805 (consulté le 2 juin 2025).

## Distinctions
- Médaille de la vaccine de l’Académie de médecine (1931)[18],[28].
- Médaille des épidémies (bronze) (1948)[18],[29]
- Officier de l’Ordre des Millions d’Éléphants (Laos) (1950)[18].
- Chevalier de la Légion d’honneur (1951)[12]

## Sociétés savantes
- Membre de la Société Médico-chirurgicale de l’Indochine (1930)[18].
- Membre de la Société des Études Indochinoises (1932)[18].
- Membre de la Société de Chimie Biologique (1939)[18].
- Membre de la Société des chimistes du Sud Indochinois (1940)[18].
- Membre de la Société Française de Microbiologie (1961)[18].
- Membre « associé » du Sous-comité de Taxonomie pour les leptospiroses du Comité International de Nomenclature bactérienne (1965)[18].
- .Membre de la Société de Pathologie Exotique (1965)[30].